# Chloroclystis decolorata
Chloroclystis decolorata là một loài bướm đêm trong họ Geometridae.